# Île San Antón (La Corogne)
L' Île San Antón, (en espagnol Isla de San Antón  et en galicien Illa de Santo Antón), est une île située dans le port de la vieille ville galicienne de La Corogne, en Espagne.
Depuis 1994 le site est classé Bien d'intérêt culturel de la Galice et abrite le Musée archéologique et historique de La Corogne.

## Description
Malgré sa petite taille de 1,1 ha, elle est entièrement fortifiée et reliée à la ville par un pont, construit dans les années 1940.
À la fin du Moyen Âge, il existait déjà sur l'île un petit ermitage dédié à Saint Antoine, où les marins malades étaient hébergés et soignés. Plus tard, elle devint (comme d'autres îles galiciennes) un lazaret. Avec la concession, par Charles Quint, de la Maison du Commerce des Épices ou Maison des Épices, le port de La Corogne devint une cible pour les ennemis de la Couronne, le roi ordonna donc une série de mesures pour renforcer les défenses de la ville, parmi lesquelles la construction d'une forteresse sur l'île, construction qui débuterait en 1587.
En 1590, lors de l'attaque de Francis Drake, les nouvelles batteries du château se révélèrent très efficaces pour défendre la ville, c'est pourquoi Philippe II ordonna à son architecte de poursuivre et d'achever les travaux du château. La forteresse fut achevée en 1590, avec la construction des quartiers des troupes, de la citerne souterraine et de la tour.
À la suite d'une attaque française au XVe siècle, le marquis de Valparaíso proposa à Philippe IV la réforme de la fortification, qui se conclura au XVIIIe siècle, lorsque la maison du gouverneur fut construite avec sa chapelle néoclassique à l'axe de la composition de l'édifice.
Du début du XVIIIe siècle jusqu'en 1960, lorsque le Ministère de l'Armée le transféra à la Mairie, elle perdit son caractère militaire et devint une prison. Parmi ses détenus se trouvaient Alessandro Malaspina, Melchor Macanaz , le général Antonio de Villarroel et le maréchal Juan Díaz Porlier.
Après son transfert à la Mairie, en 1964, les travaux, dirigés par Pons Sorolla, commencèrent pour le transformer en musée, et furent achevés en 1968. Aujourd'hui, il conserve son statut de Musée Archéologique Municipal.

## Galerie

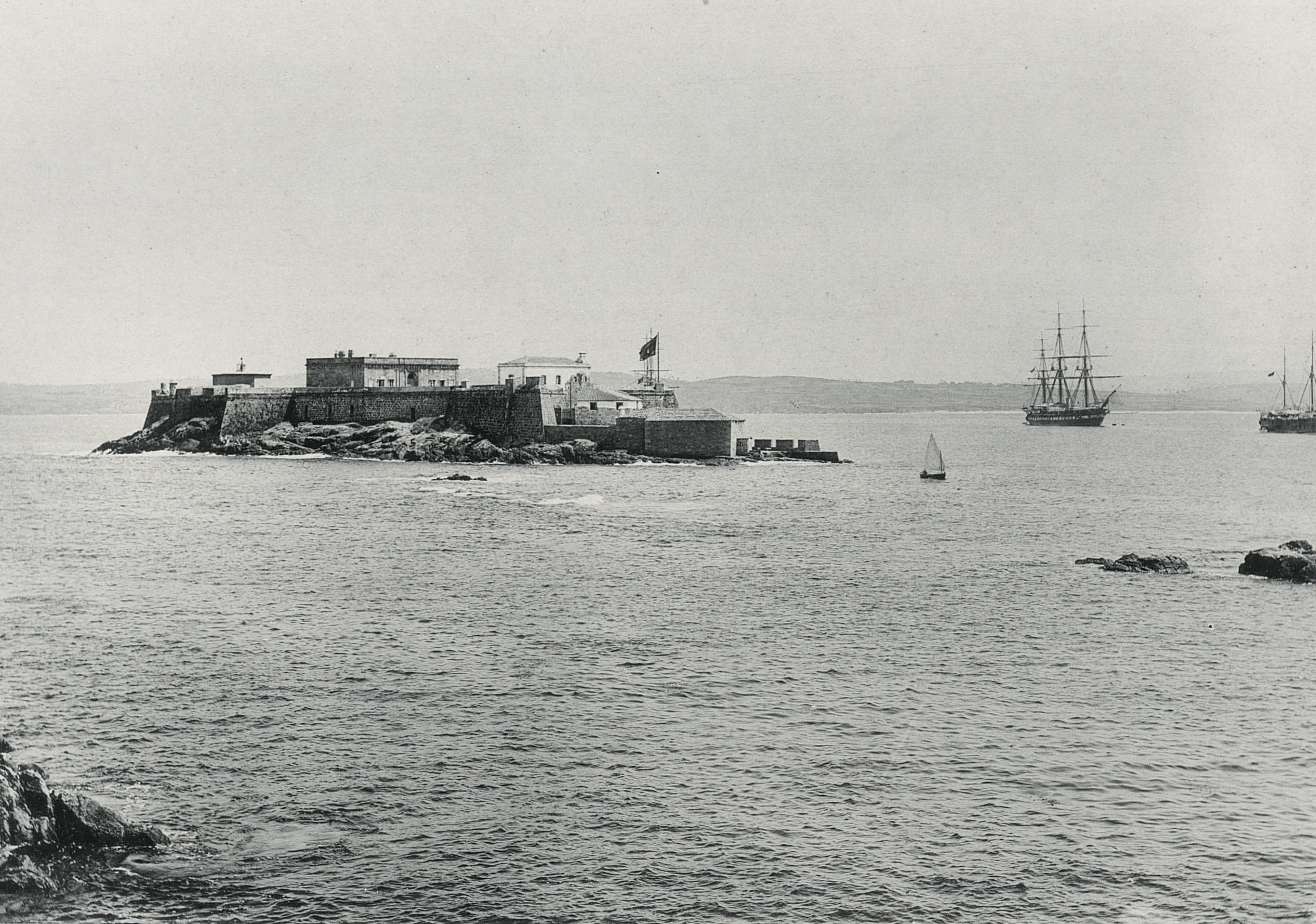
L'île en 1890
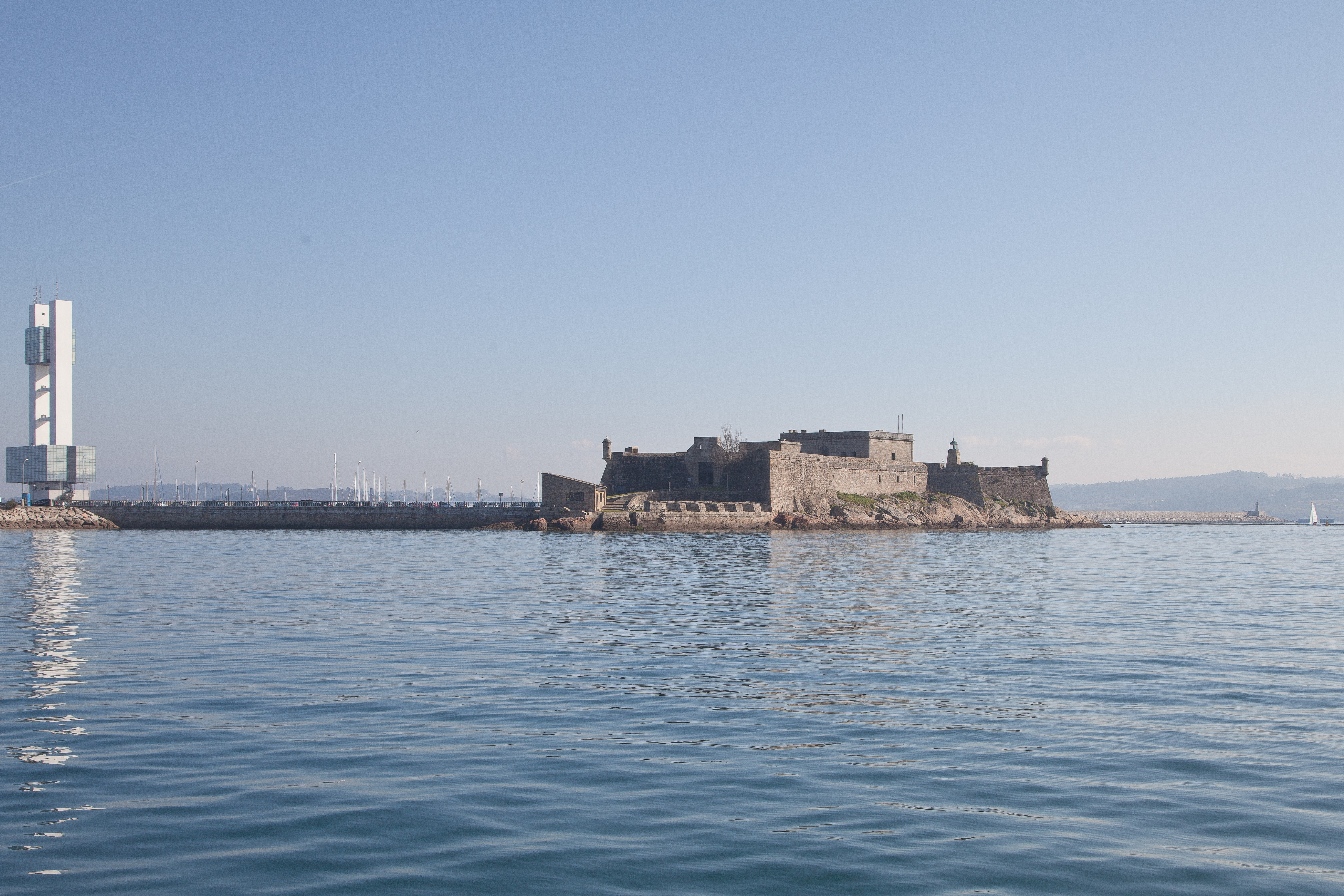
L'île en 2012